# الخدمات الصحية في ألبرتا
خدمات ألبرتا الصحية (ِAHS) هي السلطة الصحية الوحيدة في مقاطعة ألبرتا الكندية و"أكبر نظام رعاية صحية إقليمي متكامل" في كندا. يقع المقر الرئيسي لشركة الخدمات الصحية في ألبرتا في إدمونتون، وتقدم الرعاية الطبية نيابة عن وزارة الصحة في حكومة ألبرتا. وتقوم بتشغيل 850 منشأة في جميع أنحاء المقاطعة، بما في ذلك المستشفيات والعيادات ومرافق الرعاية المستمرة ومرافق الصحة العقلية ومواقع الصحة المجتمعية، التي تقدم مجموعة متنوعة من البرامج والخدمات. الخدمات الصحية في ألبرتا هي أكبر صاحب عمل في مقاطعة ألبرتا. في عام 2019، خدمت الخدمات الصحية في ألبرتا 4.3 مليون من سكان ألبرتا بطاقم عمل يضم 125,000 موظف و10,000 طبيب، وبميزانية سنوية قدرها 15.365 مليار دولار. ماورو تشيز هو الرئيس المؤقت والمدير التنفيذي لشركة الخدمات الصحية في ألبرتا ويقدم تقاريره إلى الدكتور جون كويل، المدير الرسمي لـ الخدمات الصحية في ألبرتا. ويكون المسؤول الرسمي مسؤولاً أمام وزير الصحة ورئيس مجلس الوزراء.

## ملخص
وفقًا لمراجعة إرنست ويونغ بتاريخ 31 ديسمبر 2019 لأداء الخدمات الصحية في ألبرتا بتكليف من صحة ألبرتا، تمتلك ألبرتا "أكبر نظام رعاية صحية إقليمي متكامل في كندا". تخدم الخدمات العلاجية الخارجية 4.3 مليون من سكان ألبرتا ويبلغ عدد موظفيها 125000 موظف و10000 طبيب. :3قالت شركة إرنست ويونغ أن الخدمات الصحية في ألبرتا كانت "واحدة من أفضل 100 جهة توظيف في كندا". تجمع مؤسسات الخدمات الصحية في ألبرتا أكثر من 250 مليون دولار سنويًا. :3في عام 2019، خدمت الخدمات الصحية في ألبرتا 4.3 مليون من سكان ألبرتا بطاقم عمل يضم 125,000 موظف و10,000 طبيب، وبميزانية سنوية قدرها 15.365 مليار دولار. تتبع الخدمات الصحية في ألبرتا تقاريرها إلى وزير الصحة جيسون كوبينج، ويعمل ماورو تشيز كرئيس ومدير تنفيذي مؤقت لـ الخدمات الصحية في ألبرتا. وفقًا للتقرير السنوي الخدمات الصحية في ألبرتا 2020، تضم القوى العاملة لديهم أكثر من 108,600 ألبرتا. بالإضافة إلى ذلك، هناك 35,750 من سكان ألبرتا "يدعمون تقديم خدمات الرعاية الصحية في الخدمات الصحية الخارجية كأطباء وقابلات وموظفين فرعيين ومتطوعين،"  :10تخدم الخدمات الصحية في ألبرتا 4.4 مليون شخص يقيمون في ألبرتا. :13في تقريرها السنوي لعام 2020، تعتبر الخدمات العلاجية الخارجية "واحدة من ثلاثة كيانات داخل وزارة الصحة، تقدم مجموعة واسعة من الرعاية الصحية نيابة عن الحكومة، وفقًا للتفويض الذي حددته الحكومة". :13

## تاريخ
من عام 1992 إلى عام 2000، أشرف رئيس وزراء ألبرتا المحافظ رالف كلاين على تخفيضات كبيرة في الصحة الإقليمية كجزء من تركيزه على القضاء على العجز في ألبرتا.  واستبدل كلاين المئات من مجالس إدارة المستشفيات المحلية وخدمات الرعاية الطويلة الأجل والصحة العامة، مع 17 هيئة صحية على أساس المناطق الجغرافية. كما أنشأ سلطات صحية إقليمية لخدمات السرطان والصحة العقلية والإدمان. تم تخفيض نصيب الفرد من الإنفاق على الصحة من 1393 دولارًا كنديًا في عام 1992 إلى 1156 دولارًا كنديًا في عام 1995.  وفي الوقت نفسه، قام كلاين بإلغاء أو تخفيض ساعات العمل لـ 14753 وظيفة في مجال الرعاية الصحية. تم إغلاق ثلاثة مستشفيات في وسط المدينة من قبل هيئة الصحة الإقليمية في كالجاري - وتم تأجير أحد المستشفيات لمجموعة صحية أمريكية هادفة للربح" وتم تفجير مستشفى كالجاري العام القديم في أكتوبر 1998". ترك هذا العديد من سكان كالجاري "بدون إمكانية الوصول إلى رعاية الطوارئ في قلب وسط المدينة".  "الانهيار المسيطر عليه لمستشفى كالغاري العام" - الانفجار الكبير - تم وصفه بأنه "فجر نظام رعاية صحية إقليمي متكامل في ألبرتا".  
تأسست خدمات ألبرتا الصحية في 15 مايو 2008، وهي وكالة شبه مستقلة تابعة لحكومة ألبرتا ولها تفويض بتقديم خدمات الصحة العامة في جميع أنحاء المقاطعة تحت إشراف وزارة الصحة.
إد ستيلماتش، الذي شغل منصب رئيس وزراء ألبرتا من ديسمبر 2006 إلى أكتوبر 2011، كزعيم لجمعية المحافظين التقدميين في ألبرتا، أدخل إصلاحات كبيرة لنظام الرعاية الصحية في ألبرتا. في 15 مايو 2008، أعلن وزير الصحة رون ليبرت أنه اعتبارًا من 1 أبريل 2009، سيقوم مجلس إدارة إقليمي واحد - مجلس الخدمات الصحية في ألبرتا - بدمج "نظام 13 مليار دولار سنويًا في مؤسسة عامة واحدة"، ليحل محل نظام ألبرتا. تسعة مجالس صحية إقليمية - منطقة أسبن الصحية، ومنطقة كالجاري الصحية، ومنطقة العاصمة الصحية، ومنطقة شينوك الصحية، ومنطقة ديفيد طومسون الصحية، ومنطقة الصحة المركزية الشرقية، ومنطقة نورثرن لايتس الصحية، ومنطقة باليزر الصحية، ومنطقة السلام الصحية في البلاد. 
في 1 أبريل 2009، حل قانون تعديل انتقال حوكمة الصحة مجلس ألبرتا للصحة العقلية، ومجلس ألبرتا للسرطان، ولجنة ألبرتا لتعاطي الكحول والمخدرات، :12–3 :44–49وأكملت الانتقال إلى خدمات ألبرتا الصحية (الخدمات الصحية في ألبرتا).  تم أيضًا شطب تمويل الخدمات الصحية في ألبرتا لرعاية تأكيد النوع الاجتماعي للأشخاص المتحولين جنسيًا في عام  وتم ترميمها في عام 2010 بعد مقاومة من الطبيب النفسي الدكتور لورن وارنكي وغيره من المدافعين.
قبل هذه التغييرات، خضعت الخدمات الصحية في ألبرتا لعدة عمليات إعادة تنظيم إدارية مما أدى إلى عدد أقل من الكيانات التنظيمية العامة المنفصلة، في عام 1996، 2003، و 2006.
ذكرت مراجعة إرنست ويونغ في ديسمبر 2019 أن نظام الخدمات الصحية في ألبرتا يمكن أن يوفر "ما يصل إلى 1.9 مليار دولار سنويًا". أطلقت معارضة الحزب الوطني الديمقراطي على التغييرات التي اقترحها الحزب الشيوعي المتحد على الخدمات الصحية في ألبرتا اسم "أمركة الخدمات الصحية في ألبرتا".

## منظمة
توفر الخدمات العلاجية الخارجية الخدمات الصحية لبعض المرضى في كولومبيا البريطانية وساسكاتشوان والأقاليم الشمالية الغربية، بالإضافة إلى أكثر من 4.3 مليون من سكان ألبرتا.  :3
تم تنظيم الخدمات الصحية في ألبرتا بحيث يتم فصل مرافق المستشفيات الحادة (مع خطوط إبلاغ منفصلة للمستشفيات الكبرى والمستشفيات الحضرية والإقليمية) عن المستشفيات الأصغر والخدمات المجتمعية، والتي يتم تنظيم الأخيرة في خمس مناطق (الشمال، إدمونتون، الوسطى، كالجاري والجنوب). تشتمل منطقة كالجاري، على سبيل المثال، على بعض المواقع والخدمات التي كانت تديرها سابقًا منطقة كالجاري الصحية بينما تمت إعادة تنظيم الخدمات الأخرى على مستوى المقاطعة.

## الحكم
كان ستيفن دوكيت هو الرئيس الافتتاحي والمدير التنفيذي لشركة "superboard" الصحية التي تم إنشاؤها حديثًا، وهي خدمات ألبرتا الصحية، وخدم من ربيع عام 2009 حتى نوفمبر 2010، عندما طلب منه وزير الصحة الإقليمي آنذاك جين زوزديسكي الاستقالة.  تم فرض تخفيضات كبيرة في الميزانية - تبلغ حوالي مليار دولار كندي - على الخدمات الصحية في ألبرتا من قبل رئيس الوزراء ستيلماخ، بعد فترة وجيزة من تعيين داكيت. 
شغل كريس إيجل منصب الرئيس التنفيذي لشركة الخدمات الصحية في ألبرتا من 23 نوفمبر 2010 حتى 17 أكتوبر 2013. 
في 12 يونيو 2013، قام وزير الصحة فريد هورن بطرد مجلس إدارة الخدمات الصحية في ألبرتا بأكمله بسبب رفضه إلغاء المكافآت التنفيذية.  وبعد ثلاثة أيام، تم تعيين جانيت ديفيدسون  مديرًا رسميًا لـ الخدمات الصحية في ألبرتا من قبل الوزير هورن لتحل محل مجلس إدارتها. في 12 سبتمبر 2013، حل جون دبليو إف كويل محل ديفيدسون كمسؤول رسمي.  قامت الخدمات الصحية في ألبرتا بعد ذلك بتعيين كارل أمرهين وديفيد كاربنتر كمسؤولين رسميين.
أعيد تشكيل مجلس الخدمات الصحية في ألبرتا اعتبارًا من 27 نوفمبر 2015، وتم تعيين ليندا هيوز كرئيسة لمجلس الإدارة.
في 4 أبريل 2022، طلب مجلس إدارة الخدمات الصحية في ألبرتا من ماورو تشيز، نائب رئيس مركز رعاية مرضى السرطان في ألبرتا وخدمات الدعم السريري، العمل في منصب الرئيس التنفيذي المؤقت على أساس مؤقت.
شغلت الدكتورة فيرنا يو منصب الرئيس التنفيذي والرئيس لشركة الخدمات الصحية في ألبرتا في الفترة من 3 يونيو 2016 إلى 4 أبريل 2022. 
في عام 2021، شغل جريجوري تيرنبول، مراقبة الجودة منصب رئيس مجلس الإدارة، والدكتور سايح زيلك نائبًا للرئيس، وبريان فاسجو، وديبورا أبس، وهايدي أوفرجارد، ود. جاك مينتز، وناتاليا ريمان، وشيري فاونتن، وهارتلي هاريس، وتوني داجنون، أو سي و تعمل فيكي المرأة العجوز الصفراء كأعضاء في مجلس الإدارة. 
في 17 نوفمبر 2022، تم تعيين الدكتور جون كويل مديرًا رسميًا للخدمات الصحية في ألبرتا (الخدمات الصحية في ألبرتا) من قبل وزير الصحة وحل محل مجلس الإدارة الحالي. يتولى المدير الرسمي مسؤولية إدارة الخدمات الصحية الخارجية، ويعمل بالشراكة مع صحة ألبرتا لضمان حصول جميع سكان ألبرتا على خدمات صحية عالية الجودة في جميع أنحاء المقاطعة. ويكون المسؤول الرسمي مسؤولاً أمام وزير الصحة ورئيس مجلس الوزراء.

## موظفين
بحلول عام 2019، توظف ألبرتا للخدمات الصحية أكثر من 103000 موظف وأكثر من 8200 طبيب،  بما في ذلك الموظفين السريريين والإداريين وموظفي الدعم في جميع أنحاء المقاطعة. ينتمي الموظفون إلى مجموعة متنوعة من المنظمات والجمعيات المهنية، بما في ذلك الممرضون المتحدون في ألبرتا، والعديد من السكان المحليين في اتحاد ألبرتا للموظفين الإقليميين،  وجمعية العلوم الصحية في ألبرتا.

## مرافق
بحلول عام 2010، كانت الخدمات الصحية في ألبرتا تقوم بصيانة وتشغيل عدد من الأنواع المختلفة من المرافق والخدمات. وشملت هذه رعاية مرضى السرطان للوقاية من مرض السرطان واكتشافه وعلاجه وتعليمه ورعايته، فضلاً عن تسهيل أبحاث السرطان؛ الرعاية المستمرة والطويلة الأجل لعلاج المرضى ذوي الاحتياجات الصحية المعقدة التي تتطلب خدمات في الموقع على مدار 24 ساعة من ممرضين مسجلين؛ الطوارئ للرعاية الفورية للمرضى الذين يعانون من جميع أنواع الحالات؛ المستشفيات للرعاية الطبية أو الجراحية أو النفسية للمرضى والجرحى. كما كانت هناك مختبرات لتجهيز العينات والفحوصات الطبية؛ خدمات الصحة العقلية والإدمان لعلاج ورعاية المرضى الذين تم تشخيص إصابتهم بمشاكل الصحة العقلية أو الإدمان والخدمات الطبية الطارئة.
تعتبر الخدمات العلاجية الخارجية مسؤولة بشكل مباشر عن عمليات الإسعاف الأرضي والجوي في المقاطعة، والتي يتم تقديمها من خلال مزيج من مقدمي الخدمة المباشرين والمتعاقدين.
تشمل مجموعة واسعة من المرافق الصحية المتنوعة العلاج الطبيعي، والعلاج المهني، والرعاية المنزلية، وغسيل الكلى وغيرها، وتشمل أيضًا مراكز الصحة العامة التي تقدم خدمات مثل ما قبل الولادة، وبعد الولادة، وتعزيز الصحة / الوقاية من الأمراض والإصابات، وخدمات الفجيعة، والأمراض المعدية والمدرسة. صحة. كما يقومون أيضًا بتمويل الإسكان الميسور التكلفة لكبار السن في المرافق، مثل سيلفيرا لكبار السن.
تشمل خدمات الرعاية العاجلة علاج المرضى الذين يعانون من مشكلات غير متوقعة ولكنها لا تهدد حياتهم وتتطلب العلاج في نفس اليوم.
تقوم الخدمات العلاجية الخارجية أيضًا بتشغيل عيادات الأشعة السينية والتصوير لإجراءات مثل التصوير بالرنين المغناطيسي والأشعة السينية وأنواع أخرى من عمليات الفحص.

### مختبرات
في أوائل التسعينيات، تمت خصخصة معظم مختبرات مستشفيات إدمونتون.  كان لدى هيئة الصحة الإقليمية في إدمونتون عقد مدته 15 عامًا مع شركة ديناليف الخاصة، والذي كان ينتهي في أوائل عام 2010.
وأمرت حكومة المقاطعة السلطات الصحية الإقليمية بخفض الإنفاق على المختبرات، مما أدى إلى إنشاء المزيد من المختبرات العامة بحلول عام 2005.
في ديسمبر 2013، شرعت الخدمات الصحية في ألبرتا في "خطتها لخصخصة جميع خدمات المختبرات التشخيصية في إدمونتون".  أرسلت الخدمات الصحية في ألبرتا طلبًا لتقديم العروض (RFP) من أجل "مزود خاص لإنشاء مختبر واحد بقيمة 3 مليارات دولار لمنطقة إدمونتون."  :2 بحلول 16 أكتوبر 2014، تم اختيار شركة سونيك صحة الأسترالية، وهي شركة خاصة.  وكان من الممكن أن يحلوا محل "مختبرات المستشفيات التي تديرها الخدمات الصحية في ألبرتا وعهد صحة، بالإضافة إلى الخدمات التي تقدمها الآن شركة ديناليف الخاصة". عندما فاز الحزب الوطني الديمقراطي في الانتخابات العامة في ألبرتا 2015، تم إلغاء العقد مع سونيك.
بحلول عام 2016، كانت أكبر منشأة للاختبارات الطبية في شمال ألبرتا عبارة عن منشأة مختبر مركزية تملكها وتديرها شركة خاصة في إدمونتون، داينالايف.  اعتبارًا من 23 يناير 2016، أصبحت دينا لايف دي اكس مملوكة لشركة مختبرات الحياة التي يقع مقرها الرئيسي في تورونتو و لابكورب التي يقع مقرها الرئيسي في برلينجتون بولاية نورث كارولينا، أو شركة لاب كورب أوف أمريكا القابضة، التي تدير واحدة من أكبر شبكات المختبرات السريرية في العالم. استحوذت لابكورب على جميع الأسهم القائمة في شركة خدمات المختبرات الطبية الكندية شركة ديناكير مقابل 480 مليون دولار في مايو 2002. 
في أغسطس 2016، قالت إليزابيث باليرمان، رئيسة جمعية العلوم الصحية في ألبرتا (HSAA) آنذاك، والتي مثلت 1600 عامل في المختبر في كل من القطاعين العام والخاص، إن أعضاء HSAA "أرادوا منذ فترة طويلة الحصول على خدمات معملية يقدمها النظام العام". وقالت بالرمان إنها مقتنعة بأنه بإمكانهم العمل في القطاع العام. وأعربت عن قلقها من أنه بموجب العقد، ستكون المنشأة الجديدة التي ستضم مختبر إدمونتون مملوكة لشركة خاصة، وليس لسكان ألبرتا. 
في أبريل 2016، أعلنت راشيل نوتلي، رئيسة الوزراء آنذاك، وزعيمة حزب ألبرتا الديمقراطي الجديد، أن حكومة الحزب الديمقراطي الجديد في ألبرتا بدأت عملية تولي الاختبار الذي أجرته شركة Dynacare كجزء من وعود حملة الحزب الوطني الديمقراطي خلال انتخابات 2015. الانتخابات العامة في ألبرتا، من أجل "إخضاع خدمات المختبرات الطبية لرقابة عامة أكبر". 
ألغى وزير الصحة في حكومة حزب المحافظين المتحد المنتخب حديثًا (UCP)، تايلر شاندرو، بناء مختبر فائق جديد - "منشأة مختبر عام مركزي بقيمة 595 مليون دولار بجوار الحرم الجامعي الجنوبي لجامعة ألبرتا".  خرج شاندرو أيضًا من "الاستحواذ المخطط له بقيمة 50 مليون دولار لشركة خدمات المختبرات الخاصة ديناليف بحلول عام 2022"، قائلًا إنه لا يتفق مع قرار الحزب الوطني الديمقراطي "بتأميم ديناليف - لتأميم خدمات المختبرات في ألبرتا". 
في 24 أكتوبر 2019، في عهد وزير الصحة شاندرو، تم تقديم خدمات المختبرات الموحدة في ألبرتا سابقًا من قبل منظمات متعددة في ألبرتا تحت اسم مختبرات ألبرتا الدقيقة المحدودة (APL) الذي تم تسميته حديثًا، وهي شركة فرعية مملوكة بالكامل لشركة الخدمات الصحية في ألبرتا، مع تامي هوفر كرئيس تنفيذي للعمليات (CFO). والدكتورة كارولين أوهارا في منصب كبير مسؤولي المختبرات الطبية (CMLO).  قبل الدمج وخلال الفترة الانتقالية، تم تقديم خدمات المختبرات إلى الخدمات الصحية في ألبرتا من خلال خدمات مختبر كالجاري (CLS)، وعهد صحة - أكبر مزود للرعاية الصحية الكاثوليكية في كندا، و ديناليف وخدمات المختبرات (الخدمات الصحية في ألبرتا)، و مواقع تجميع ميديسين هات وبروكس، ومركز لامونت للرعاية الصحية. 
اعتبارًا من أكتوبر 2019، واصلت ألبرتا الدقيقة المحدودة "العمل بشكل تعاوني مع ديناليف، بموجب عقد لتقديم خدمات المختبرات في ألبرتا."  بحلول 30 نوفمبر 2019، أعربت النقابة التي تمثل العاملين في المختبرات العامة عن قلقها من احتمال فقدان 850 وظيفة في المختبرات العامة، بعد أن أرسل الوزير شاندرو وألبرتا الدقيقة المحدودة طلبًا للتعبير عن الاهتمام (RFOI)،  "لقياس اهتمام السوق من أطراف ثالثة من القطاع الخاص بتوفير خدمات المختبرات المجتمعية في ألبرتا" كجزء من تحقيقاتهم في "نماذج تقديم الخدمات الجديدة." 
تشمل خدمات اختبار الخدمات الصحية في ألبرتا خدمات الخدمات الصحية في معملأ لبرتا (المناطق الوسطى وإدمونتون والشمال والجنوب)، وخدمات المختبرات الجينية، وبروف لاب، وخدمات مختبرات كالغاري، ومختبرات ديناليف الطبية.
تم تغيير اسم معمل بروف، الذي "يعمل ضمن خدمات مختبرات الخدمات الصحية في ألبرتا (الخدمات الصحية في ألبرتا)" والذي "كان موجودًا منذ أكثر من 100 عام"، إلى مختبرات الصحة العامة. يقع مقرها في مركز فوتهيلز الطبي في كالجاري ومستشفى جامعة ألبرتا في إدمونتون في إدمونتون. تركيزها على "الصحة العامة وعلم الأحياء الدقيقة المتخصصة" بما في ذلك "المراقبة والبحث والاختبارات المعملية المتخصصة والاستجابة لتفشي الأمراض المعدية الناشئة".
أثناء جائحة كوفيد-19 في ألبرتا، أجرت مختبرات ألبرتا الدقيقة (ألبرتا الدقيقة المحدودة)، وهي شركة فرعية مملوكة بالكامل لشركة الخدمات الصحية في ألبرتا، اختبارات الفيروس.

### المنطقة الجنوبية
تضم المنطقة الجنوبية مراكز رئيسية مثل ليثبريدج وميديسن هات التي تخدم حوالي 309000 من سكان ألبرتا. تتم صيانة شبكة كبيرة من المستشفيات في المجتمعات النائية في ألبرتا. المنطقة الجنوبية تضم
تشمل مستشفيات المنطقة الجنوبية مركز بيج كانتري الصحي (أوين)، ومركز باسانو الصحي (باسانو)، ومركز باو آيلاند الصحي (بو آيلاند)، ومركز بروكس الصحي (بروكس)، ومركز كاردستون الصحي (كاردستون)، ومستشفى شينوك الإقليمي (ليثبريدج)، وكوالديل. المركز الصحي (كوالديل)، مركز كروسنيست باس الصحي (بليرمور)، مركز فورت ماكلويد الصحي (فورت ماكلويد)، مستشفى ميديسن هات الإقليمي (ميدسين هات)، مركز ميلك ريفر الصحي (ميلك ريفر)، مركز بيامي الصحي (بيكتشر بوتي)، بينشر مركز كريك الصحي (بينشر كريك)، ومركز ريموند الصحي (ريموند)، ومركز تابر الصحي (تابر).

### منطقة كالجاري
تقع المكاتب الإدارية لمنطقة كالجاري في مجمع الأعمال ساوثلاند بارك. تضم منطقة كالجاري منطقة كانت تدار سابقًا من قبل منطقة كالجاري الصحية السابقة وتتضمن خمسة مواقع رئيسية للرعاية الحادة (المستشفيات) بما في ذلك مركز فوتهيلز الطبي، ومركز بيتر لوغيد، ومستشفى روكيفيو العام، والحرم الصحي الجنوبي، ومستشفى ألبرتا للأطفال. يخدم ما يقرب من 1,700,000 من سكان ألبرتا.
تتم صيانة شبكة كبيرة من المستشفيات في المجتمعات النائية في ألبرتا. تشمل منطقة كالجاري مستشفى كانمور العام (كانمور)، مستشفى كلاريشولم العام (كلاريشولم)، الخدمات الصحية لمنطقة ديدسبري (ديدسبوري)، مستشفى هاي ريفر العام (هاي ريفر)، الخدمات الصحية لمنطقة ستراثمور (ستراثمور)، ومركز فولكان الصحي المجتمعي (فولكان).

### المنطقة الوسطى
تضم المنطقة الوسطى مراكز رئيسية مثل ريد دير. يخدم ما يقرب من 480.000 ألبرتا. تتم صيانة شبكة كبيرة من المستشفيات في المجتمعات النائية في ألبرتا. المنطقة الوسطى تضم 
- كاستور - مستشفى سيدة الوردية (كاستور)
- مستشفى ومركز رعاية القرين (القرين)
- مستشفى ومركز رعاية التتويج (التتويج)

### منطقة ادمونتون
تخدم ما يقرب من 1.4 مليون من سكان ألبرتا، وتقع المكاتب الإدارية لمنطقة إدمونتون في سيفينث ستريت بلازا. تضم منطقة إدمونتون منطقة كانت تديرها سابقًا منطقة العاصمة الصحية وتتضمن ثمانية مواقع رعاية حادة (مستشفيات) في منطقة العاصمة، والتي تشمل.
- مستشفى ألبرتا إدمونتون (إدمونتون)
- مستشفى ديفون العام (ديفون)
- مستشفى فورت ساسكاتشوان المجتمعي (فورت ساسكاتشوان)
- مستشفى جلينروز لإعادة التأهيل (إدمونتون)
- مستشفى غراي نانز المجتمعي (إدمونتون)
- مستشفى ليدوك المجتمعي (ليدوك
- مستشفى ميزيريكورديا المجتمعي (إدمونتون)
- مستشفى رويال ألكسندرا (إدمونتون)
- مستشفى سانت جوزيف المساعد (إدمونتون)
- مستشفى ستوليري للأطفال (إدمونتون)
- مستشفى ستراثكونا المجتمعي (شيروود بارك)
- مستشفى ستيرجن المجتمعي (سانت ألبرت)
- مستشفى جامعة ألبرتا (إدمونتون)
- مركز ويست فيو الصحي (ستوني بلين)

### المنطقة الشمالية
تضم المنطقة الشمالية مراكز رئيسية مثل غراندي بريري وفورت ماكموري. يخدم ما يقرب من 480.000 ألبرتا. تتم صيانة شبكة كبيرة من المستشفيات في المجتمعات النائية في ألبرتا. المنطقة الشمالية تشمل 
- مستشفى غراند بريري الإقليمي (جراند بريري)
- مركز الملكة إليزابيث الثانية للرعاية المتنقلة (جراند بريري)
- مركز أثاباسكا للرعاية الصحية (أثاباسكا)
- مركز بارهيد للرعاية الصحية (بارهيد)
- مستشفى بيفرلودج المحلي (بيفرلودج)
- مركز بونيفيل للرعاية الصحية (بونيفيل)
- مركز بويل للرعاية الصحية (بويل)
- مجمع السلام الصحي المركزي (نهر الروح)
- مركز كولد ليك للرعاية الصحية (كولد ليك)
- مركز سانت تريز للرعاية الصحية (سانت بول)

### المنطقة الريفية
تتم صيانة شبكة كبيرة من المستشفيات في المجتمعات النائية في ألبرتا. وهي تشمل
- مركز كاردستون الصحي (كاردستون، ألبرتا)
- مركز كروسنيست باس الصحي (بليرمور)
- مركز ديسلاند الصحي (ديسلاند)
- مستشفى ديفون العام (ديفون)
- مستشفى ومركز رعاية درايتون فالي (وادي درايتون)
- مركز درومهيلر الصحي (درمهيلر)
- مركز إدسون للرعاية الصحية (إدسون)
- مركز إلك بوينت الصحي (إلك بوينت)
- مجمع فيرفيو الصحي (فيرفيو)
- مركز فورت ماكموري نورثرن لايتس الصحي الإقليمي (فورت ماكموري)
- مركز فورت ساسكاتشوان الصحي (فورت ساسكاتشوان)
- مستشفى فورت فيرميليون سانت تريزا العام (فورت فيرميليون)
- مركز فوكس كريك للرعاية الصحية (فوكس كريك)
- مجمع صحة المجتمع جراندي كاش (جراند كاش)
- مجمع جريمشو/بيروين الصحي المجتمعي (جريمشو)
- مركز حنا الصحي (حنا)
- مركز هارديستي الصحي (هارديستي)
- المركز الصحي الشمالي الغربي عالي المستوى (المستوى العالي)
- مجمع هاي بريري الصحي (هاي بريري)
- مركز هينتون للرعاية الصحية (هينتون)
- مركز إينيسفيل الصحي (إنيسفيل)
- جاسبر - مركز سيتون للرعاية الصحية (جاسبر)
- مركز الرعاية الصحية كيلام (كيلام)
- لاك لا بيش - مركز ويليام ج. كادزو للرعاية الصحية (لاك لا بيش)
- مستشفى ومركز رعاية لاكومب (لاكومب)
- مركز لامونت للرعاية الصحية (لامونت)
- مستشفى ليدوك المجتمعي (ليدوك)
- مركز مانينغ لصحة المجتمع (مانينغ)
- مركز مايرثورب للرعاية الصحية (مايرثورب)
- مستشفى ميديسن هات الإقليمي (ميديسن هات)
- مستشفى حقول النفط العام (بلاك دايموند)
- مستشفى ومركز رعاية أولدز (أولدز)
- أوين - مستشفى بيج كانتري (أوين)
- مركز نهر السلام الصحي المجتمعي (نهر السلام)
- مركز بينشر كريك الصحي (بينشر كريك)
- مستشفى ومركز الرعاية بونوكا (بونوكا)
- مركز بروفوست الصحي (بروفوست)
- مستشفى الملكة إليزابيث الثانية (جراند بريري)
- مركز ريمون الصحي (ريمون)
- مستشفى ريد دير الإقليمي (ريد دير)
- مركز ريد ووتر الصحي (ريد ووتر)
- مستشفى ومركز رعاية ريمبي (ريمبي)
- مركز روكي ماونتن هاوس الصحي (روكي ماونتن هاوس)
- مركز القلب المقدس لصحة المجتمع (ماكلينان)
- مركز سلاف ليك للرعاية الصحية (سلاف ليك)
- سموكي ليك - مركز جورج ماكدوجال للرعاية الصحية (سموكي ليك)
- مستشفى سانت جوزيف العام (فيجريفيل)
- مستشفى سانت ماري (كامروز)
- سانت بول - مركز سانت تريز للرعاية الصحية (سانت بول)
- مستشفى ومركز الرعاية ستيتلر (ستتلر)
- ستوني بلين - مركز ويست فيو الصحي (ستوني بلين)
- مستشفى ستيرجن المجتمعي (سانت ألبرت)
- مستشفى ومركز الرعاية ساندري (سوندري)
- مركز سوان هيلز للرعاية الصحية (سوان هيلز)
- مركز سيلفان ليك الصحي المجتمعي (بحيرة سيلفان)
- مركز طبر الصحي (تابر)
- مركز ثري هيلز الصحي (ثري هيلز)
- مركز توفيلد الصحي (توفيلد)
- مركز تو هيلز الصحي (تو هيلز)
- مركز فالي فيو الصحي (فالي فيو)
- مركز الزنجفر الصحي (الزنجفر)
- مركز فايكنج الصحي (فايكنج)
- مركز واباسكا/ديسمارايس للرعاية الصحية (واباسكا)
- مركز وينرايت الصحي (وينرايت)
- مركز ويستلوك للرعاية الصحية (ويستلوك)
- مستشفى ومركز رعاية ويتاسكيوين (واتاسكيوين)
- مركز وايتكورت للرعاية الصحية (وايتكورت)

## الخدمات الطبية الطارئة

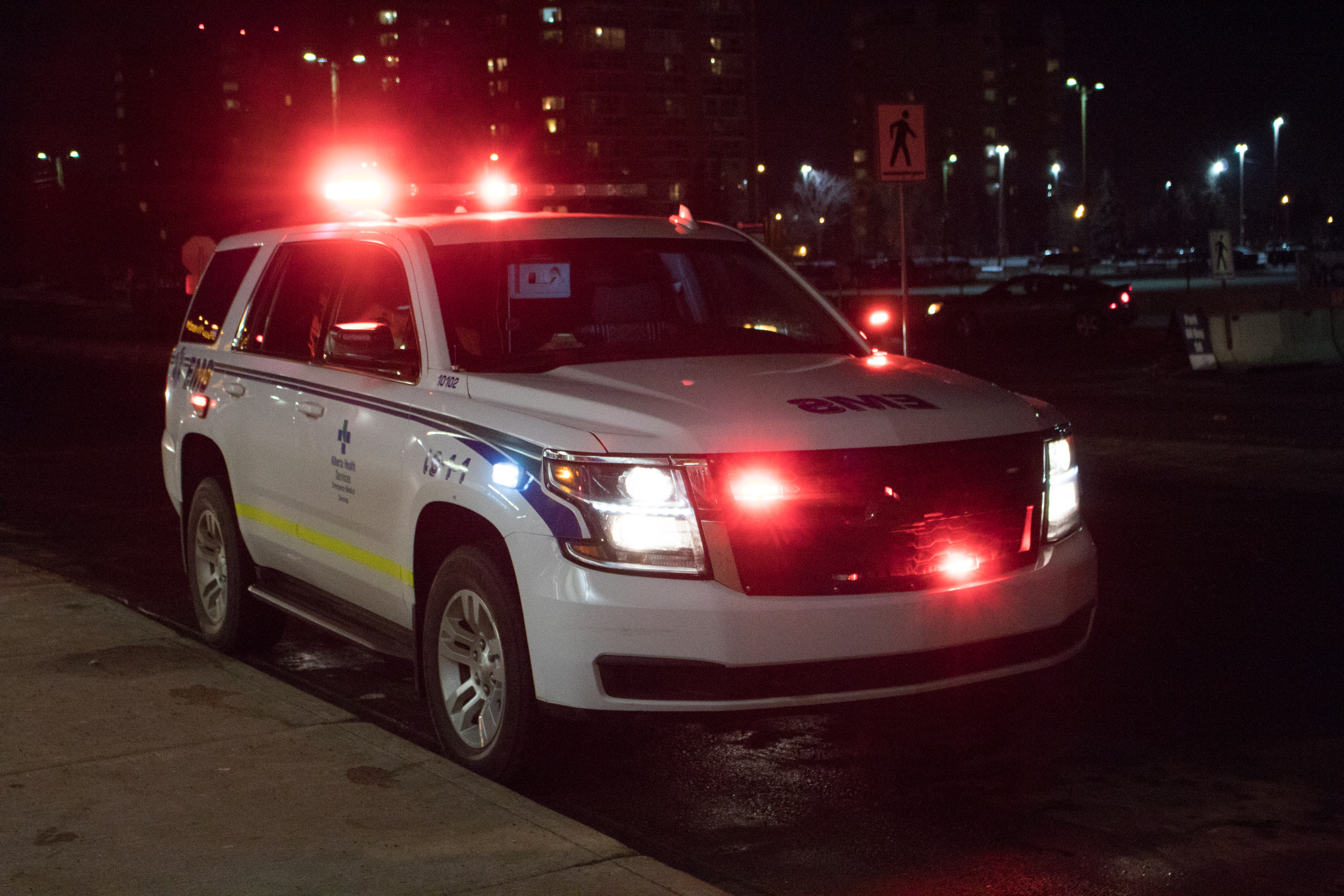
إي إم إس شيفروليه تاهو

خدمات الطوارئ الطبية في ألبرتا، والتي تشمل كلا من الخدمات الأرضية وسيارات الإسعاف الجوي، كانت من مسؤولية الخدمات العلاجية الخارجية منذ 1 أبريل 2009. ويشمل ذلك عمليات النقل إلى المستشفى بين المرافق وإرسال خدمات الطوارئ الطبية. قبل عام 2019، كانت البلديات مسؤولة عن توفير الخدمات الأرضية.  بحلول 10 أبريل، انتقلت خدمة الإسعاف الجوي الإقليمية أيضًا إلى الخدمات الصحية في ألبرتا. 
في عام 2019، بلغ متوسط استجابة خدمات الطوارئ الطبية حوالي 590,000 استجابة لسيارات الإسعاف سنويًا،  مع ما يقرب من 30% منها عبارة عن عمليات نقل للمرضى بين مرافق الرعاية الصحية، و70% منها عبارة عن استجابات لحالات الطوارئ.
في عام 2013، كان نموذج الخدمات الصحية في ألبرتا الهجين لتقديم الخدمة - والذي شمل مقدمي خدمات الإسعاف الجوي المتعاقد معهم - يتكون من 204 موقعًا للإسعاف الأرضي. في عام 2010، تعاقدت الخدمات العلاجية الخارجية مع 12 طائرة ثابتة الجناحين لتقديم خدمات الإسعاف الجوي على مدار 24 ساعة في جميع أنحاء المقاطعة، وفي ذلك العام، تم نقل 5500 مريض بطائرات ثابتة الجناحين عبر مقدمي خدمات الإسعاف الجوي المتعاقد معهم.[بحاجة لمصدر] بحلول عام 2013، كان هناك حوالي 3000 مسعف وفني طبي للطوارئ ومستجيبين طبيين للطوارئ. وهناك 550 سيارة إسعاف في جميع أنحاء المقاطعة، بما في ذلك 278 سيارة تملكها وتديرها الخدمات الصحية في ألبرتا. يتكون الخدمات الصحية في ألبرتا EMS من العديد من سيارات الإسعاف الأرضية التي توفر دعم الحياة المتقدم (ALS)، ودعم الحياة الأساسي (BLS) ووحدة الاستجابة للمسعفين (PRU) الفردية القادرة على الاستجابة.
يتكون قسم العمليات الخاصة في الخدمات الصحية في ألبرتا EMS من أعضاء متخصصين في مجموعة متنوعة من المؤهلات بما في ذلك؛ المسعفون السريعون قادرون على توفير الوصول إلى المهرجانات والتجمعات الكبيرة باستخدام الدراجات وعربات الجولف ومجموعة متنوعة من مركبات الاستجابة. المسعفون الطبيون للاستجابة للحوادث (IRP) الذين يتمثل دورهم الأساسي في توفير الخبرة في حوادث CBRNE والمواد الخطرة والحوادث الجماعية. المسعفون الطبيون في وحدة السلامة العامة (PSU) الذين يقدمون الدعم الطبي لخدمات الشرطة البلدية أثناء التجمعات الكبيرة والمسعفين الطبيين في مجال الدعم الطبي التكتيكي في حالات الطوارئ (TEMS) الذين يقدمون الدعم الطبي/الخبرة الطبية للفرق التكتيكية للشرطة البلدية أثناء العمليات.

### هيكل تصنيف الخدمات الصحية في ألبرتا EMS
| رتبة | رئيس المسعفين | المدير التنفيذي | المدير التنفيذي المساعد | مخرج | مدير | مشرف —— استراتيجي ضمان الجودة |
| ---- | ------------- | --------------- | ----------------------- | ---- | ---- | ----------------------------- |
| شارة |               |                 |                         |      |      |                               |

| رتبة | القائم بأعمال المشرف المؤهل ——— موظف التعليم العام | المعلم السريري ——— منسق | مسعف الرعاية المتقدمة | مسعف الرعاية الأولية | المستجيب الطبي للطوارئ |
| ---- | -------------------------------------------------- | ----------------------- | --------------------- | -------------------- | ---------------------- |
| شارة |                                                    |                         |                       |                      |                        |

| رتبة | فني خدمات المركبات والمعدات والإمدادات | موظف اتصالات الطوارئ |
| ---- | -------------------------------------- | -------------------- |
| شارة |                                        |                      |